# Miguel Ángel Candanedo
Miguel Ángel Candanedo Ortega (Boquete, 1944 - Ciudad de Panamá, 25 de diciembre de 2022) fue un doctor en filosofía y catedrático panameño. Su vida estuvo centrada en la Universidad de Panamá como docente, decano de facultad y secretario general. De pensamiento marxista, estuvo involucrado en el activismo político en varios movimientos sociales en Panamá durante la década de 1990.

## Biografía
Nació en el pueblo de Boquete, provincia de Chiriquí, siendo el octavo hijo de José Agustín Candanedo Samudio y Raquel Ortega. Realizó sus estudios secundarios en el Colegio Félix Olivares en David, graduándose en 1963. Tuvo una etapa donde fue agricultor, llegando a vender y trasladar legumbres a la capital panameña y durante la década de 1960 se paseó por las calles de la capital vendiendo libros y seguros; posteriormente trabajó como obrero en la refinería de Colón.
No obstante, debido al golpe de Estado en 1968 y los temores de un creciente abuso militarista, lo hizo refugiarse en las montañas donde combatió brevemente como guerrillero contra el nuevo régimen, hasta que vio que la situación era inverosímil y no había forma de ganar, obligándolo a un período en la clandestinidad.
Años después, se matriculó en la Universidad de Panamá donde se especializó en Humanidades, y en 1975 obtuvo la licenciatura en Filosofía y Letras con especialización en Filosofía e Historia, con el primer puesto de honor. Se desempeñó como profesor de educación media especializado en filosofía e historia y luego como asistente de cátedra en la Universidad de Panamá. En 1980 estudió el doctorado en Filosofía Pura con especialización en Filosofía de la Ciencia en la Universidad Complutense de Madrid, España. Elaboró su tesis de doctorado en 1981 titulado "Ciencia y técnica en el pensamiento de Marx" siendo asesorado por el filósofo español Carlos París y apoyado por el también español Jacobo Muñoz.
Durante la década de 1980 laboró como catedrático, se postuló a candidato a rector de la Universidad de Panamá (UP) en 1986. También, fue designado secretario general de la UP entre 1986 y 1991. En la década de 1990, fue coordinador del Movimiento Nacional por la Defensa de la Soberanía (Monadeso) y estuvo en varias protestas sociales durante la presidencia de Ernesto Pérez Balladares (1994-1999) y Mireya Moscoso (1999-2004).
Entre 2003 y 2005 fue decano de la facultad de Humanidades de la UP y desde 2005 hasta 2016 fue nuevamente secretario general de la UP, durante la rectoría de Gustavo García de Paredes; trabajando en la elaboración de una nueva ley orgánica para la UP. También fue presidente de la Asociación de Profesores de la Universidad de Panamá y director de la Escuela de Filosofía.
Falleció el 25 de diciembre de 2022, tras una larga enfermedad.

## Pensamiento
Como filósofo, Candanedo apelaba a la filosofía pura, encarando una crítica marxista teniendo como colofón la crítica pura surgida de la escuela de Fráncfort. Debido a sus primeros años de vida en el campo chiricano, Candanedo asoció la virtud de la honradez, la sencillez, la humildad y la solidaridad, enfocado a los campesinos, indígenas y trabajadores, para lograr la agrupación colectiva en defensa de la dignidad de la patria. También Candanedo fue un ferviente adepto del pensamiento de José Martí, llegando a establecer la cátedra martiana en la Universidad de Panamá.

## Obras publicadas
- Génesis y proyecciones históricas del 9 de enero (1985)
- La Universidad que Panamá necesita: por una universidad democrática, científica nacionalista y popular (1986)
- Situación y perspectivas de la educación superior en Panamá (1993)
- Tareas y perspectivas del Estado Nacional panameño hacia el siglo XXI (2000)